# 纳蒂维达迪-达塞拉
纳蒂维达迪-达塞拉是巴西圣保罗州的一个市镇。总面积832.606平方公里，总人口7359人，人口密度8.8人/平方公里。